# Registerschweller

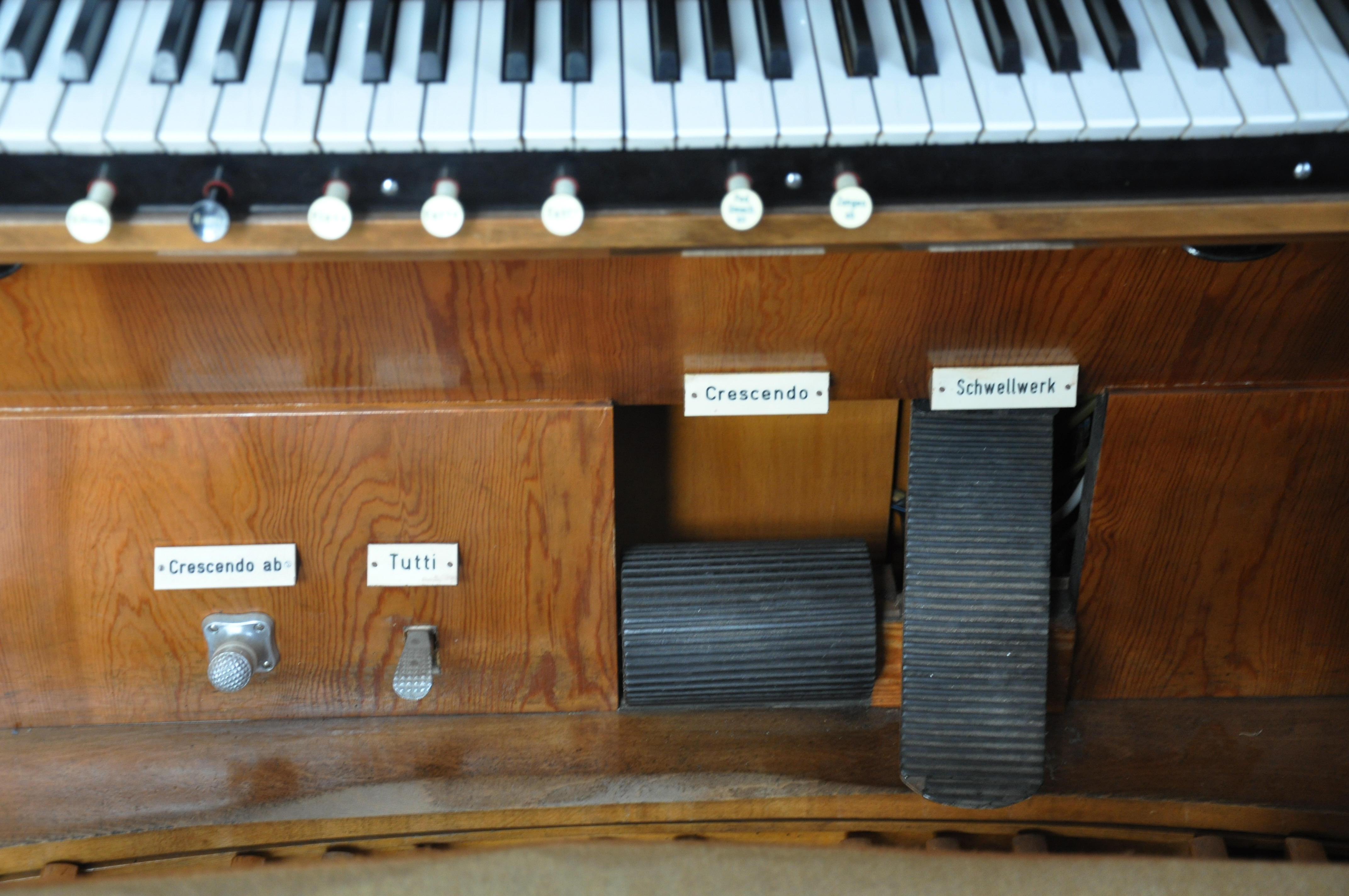
Crescendo-Walze und Schwelltritt an einem Spieltisch von 1954

Der Registerschweller (auch Walze, Rollschweller oder Crescendotritt) ist eine vor allem bei Orgeln der Romantik gebaute Spielhilfe (mechanisch, pneumatisch oder elektrisch), mit der man die Register automatisch so ziehen oder abstoßen kann, dass die Lautstärke insgesamt größer oder kleiner wird. Meist wird der Registerschweller über eine Walze bedient, die mit dem Fuß gedreht wird, möglich ist auch ein Balanciertritt. In einigen Orgeln sind vereinzelt „selbstlaufende“ Walzen oder automatische Crescendi als Fußpiston möglich. Meistens wird die Registerabfolge durch den Orgelbauer vorgegeben, in neueren Instrumenten finden sich auch frei einstellbare Registerschweller.
Mit dem Registerschweller kann die ganze dynamische Bandbreite der Orgel einfach kontrolliert werden, anders als beim Schwellkasten ist aber kein „glattes“ Crescendo oder Decrescendo möglich. Zudem verliert der Organist bei ausschließlicher Verwendung des Registerschwellers die Kontrolle über die Klangfarbe.
Gebräuchlich wurde der Registerschweller in der Mitte des 19. Jahrhunderts mit der Entwicklung der symphonischen Orgel.